# 第2號交響曲 (舒曼)
C大調第2號交響曲，作品61，是罗伯特·舒曼所作，完成於1845年10月，樂譜出版於1847年11月，題獻給瑞典國王奥斯卡一世。

## 背景
1845年對舒曼而言是標誌性的一年，除了一甩前年的陰霾之外，正是自這一年開始，他的作曲減少了對鋼琴的依賴。舒曼自述：「直到1845年，我開始在腦中構思一切，一種全新的創作方式。」這期間，他與克拉拉自萊比錫遷居德勒斯登（1844年12月），在適應新環境的同時，倆人一同修習對位理論，第2號交響曲可以視作是新的作曲手法與理論實踐的雙重產物。
值得一提的是，在舒曼夫婦的促成之下，弗朗茨·舒伯特的第9號交響曲於1845年12月9日在德勒斯登首演（指揮為费迪南·希勒）。似乎是受到舒伯特音樂的影響，舒曼決定以相同的調性（C大調）創作一首全新的交響曲。
根據舒曼的隨身手冊紀錄，第2號交響曲起草於1845年12月12日，約兩週後（12月28日）整體的架構已基本完成，細部的配器工作則始於1846年2月12日:192，5月8日完成第一樂章，而後受到身心與財務狀況的限制:III，直到10月19日才終於完成全曲的配器（若考慮到這點，作品本身的正面性實屬難得）。數年後，舒曼在致漢堡音樂院院長D. G. Otten信中，回憶了這段創作過程:IX：
1845年12月，我開始創作這首交響曲，當時我仍處在無法忽視的病痛狀態當中。直到終曲樂章完成，我才終於重新感受到自我，甚至可以說，正是因為作品的完成，我的健康也有所好轉了。
Die Symphonie schrieb ich im Dezember 1845 noch halb krank; mir ist's, als müßte man ihr dies anhören. Erst im letzten Satz fing ich an mich wieder zu fühlen; wirklich wurde ich auch nach Beendigung des ganzen Werkes wieder wohler.
由是，可以說雖然第2號交響曲不具有標題，其音樂內容與作曲家的生命歷程卻有緊密的連結性，其終曲樂章尤其彰顯了「最終得以戰勝命運」的信念。

### 首演
1846年11月5日，作品於莱比锡布商大厦完成首演，由门德尔松指揮。然而，由於兩人在節目安排上的意見出入，導致演出的效果不佳，初始的聽眾反饋亦相當有限，舒曼對此做出了幾個改動。11月16日再次於布商大廈演出，修改後的版本得到了更佳的評價。
11月24日，舒曼夫婦啟程前往維也納，原先第2號交響曲也預計在當地演出，但最後由第1號交響曲取代了。
在19世紀，此曲因為「顯見的形而上內容」受到肯定:191，之後漸漸失去主流曲目的能見度。

### 出版
舒曼在繁忙的巡演行程中，多次排遲了樂譜的校對日程。1847年7月14日，他才終於將所有的分譜和手稿盡數交予出版商Friedrich Whistling。9月27日，舒曼收到了作品總譜的樣稿，並開始最後的校訂工作。最終，作品於1847年11月完成出版。
第2號交響曲的草稿迄今仍是私人藏物，即使是相關領域的學者亦無法查看。1941年，沃爾夫岡·伯蒂歇爾表示草稿「僅有三個樂章（倖存）」，然而迄今從未有詳盡的對作品草稿進行的檢視與分析:V。

## 分析

### 配器
| 木管 - 長笛：2 - 雙簧管：2 - B♭調單簧管：2 - 低音管：2 | 銅管 - C調圓號：2 - C調小號：2 - 長號：3 擊樂 - 定音鼓 | - 弦樂 |

依照工具書《管弦樂作品手冊》指示，上述之配器可簡記為"2 2 2 2—2 2 3 0—tmp—str"。

### 結構
本曲為傳統的四樂章體裁，並且繼承了自貝多芬第9號交響曲以來詼諧曲樂章先於慢板的安排。所有的樂章都以C大調寫成，因此本曲是一首單一主調作品。
1. Sostenuto assai — Allegro, ma non troppo
2. Scherzo: Allegro vivace
3. Adagio espressivo
4. Allegro molto vivace

通常的演奏時間在35分鐘至40分鐘間。
第1樂章

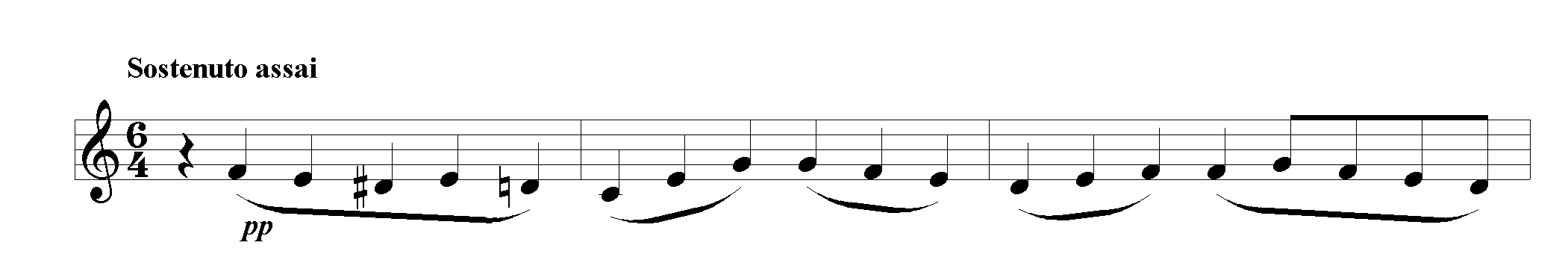
第1樂章初始動機

序奏由銅管部門的巴赫式齊唱展開，類似的元素反覆在全曲中被使用。快板段則是標準的奏鳴曲式，內容具戲劇性與對比性，銳利的雙附點節奏尤其惹人注目。
第2樂章
詼諧曲樂章，並有兩個中段。樂章主體是由減和弦所構成的和聲，製造不安定的感受。第二中段引用了由B♭-A-C-B四音所構成的「巴赫動機」。
值得一提的是，此樂章的小提琴片段甚是困難，是當今職業樂團甄試的標準考題之一。
第3樂章
第3樂章為一富於表現的慢板，帶有悲歌（elegy）的特質。起始是C小調，中段以精巧的對位構成。
第4樂章
終曲樂章雖然符合奏鳴曲式的要求，其運用卻相對自由。第二主題與前一樂章的主題有所關聯，舒曼還引入了一個新的主題（第394小節處）。第一樂章序奏的元素在尾奏段落重現，意味著全曲的首尾呼應。
鼓、號的占比在第4樂章尤其顯著，其明亮的色彩暗示了作曲者心境的轉變

## 外部連結
- 舒曼第2號交響曲：国际乐谱典藏计划上的乐谱